# Sahargu
Sahargu − wieś w Estonii, w prowincji Virumaa Wschodnia, w gminie Tudulinna.